# Cryptoerithus nichtaut
Cryptoerithus nichtaut är en spindelart som beskrevs av Norman I. Platnick och Baehr 2006. Cryptoerithus nichtaut ingår i släktet Cryptoerithus och familjen Prodidomidae.
Artens utbredningsområde är Queensland. Inga underarter finns listade i Catalogue of Life.